# Font del Vaquer
La Font del Vaquer és una font del terme municipal de la Torre de Cabdella, del Pallars Jussà, en el seu terme primigeni, dins del territori del poble d'Espui.
Està situada a 1.938 m d'altitud, al centre de la vall del riu de Filià, a tocar -al sud-est- de la Cabana de Filià. És a la dreta del riu de Filià, al centre de la vall, on fins recentment estaven construint una estació d'esquí, abandonada el 2009.